# Bezirksgericht Dresden (DDR)

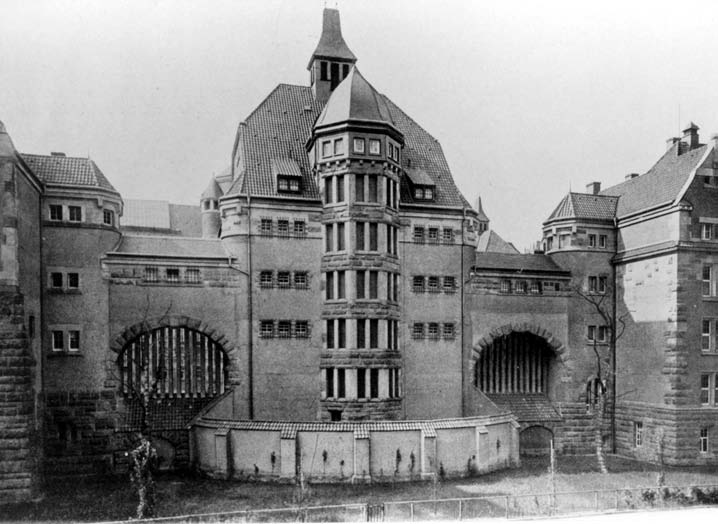
Standort bis 1956

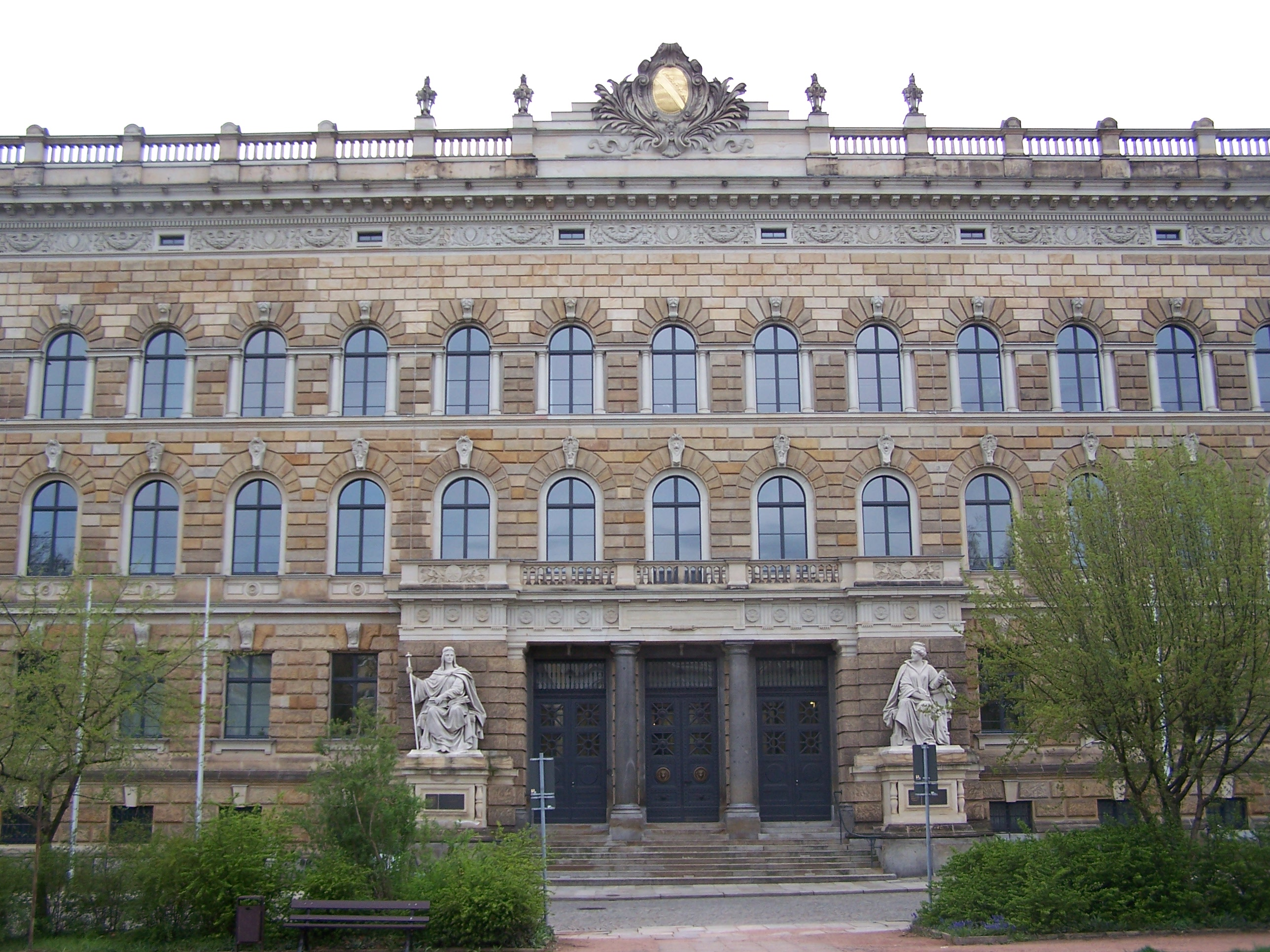
Sitz des Gerichtes nach 1956

Das Bezirksgericht Dresden war ein Bezirksgericht in der DDR mit Sitz in Dresden.

## Geschichte
Durch das am 2. Oktober 1952 verabschiedete Gerichtsverfassungsgesetz der DDR wurden in der DDR auf Ebene der im Juli 1952 gegründeten Bezirke die Bezirksgerichte gegründet. Das Bezirksgericht Dresden ersetzte das bisherige Landgericht Dresden. Der Sitz des Bezirksgerichts wurde zunächst vom aufgelösten Landgericht übernommen, er befand sich am Münchner Platz. Im Jahr 1956 erfolgte der Umzug ins Gerichtsgebäude am Sachsenplatz. Zum 25. April 1963 wurde das Bezirksarbeitsgericht Dresden aufgelöst, seine Zuständigkeiten erhielt wie in der gesamten DDR das Bezirksgericht.
Dem Bezirksgericht waren auf Kreisebene die Kreisgerichte untergeordnet. Im Zuständigkeitsbereich des Bezirksgerichts Dresden lagen folgende Kreisgerichte:
- Bautzen (Kreis Bautzen)
- Bischofswerda (Kreis Bischofswerda)
- Dippoldiswalde (Kreis Dippoldiswalde)
- Dresden-Mitte (Dresden-Mitte)
- Dresden-Nord (Dresden-Nord)
- Dresden-Ost (Dresden-Ost)
- Dresden-Süd (Dresden-Süd)
- Dresden-West (Dresden-West)
- Dresden-Land (Kreis Dresden-Land)
- Freital (Kreis Freital)
- Görlitz (Kreis Görlitz, Stadtkreis Görlitz)
- Großenhain (Kreis Großenhain)
- Kamenz (Kreis Kamenz)
- Löbau (Kreis Löbau)
- Meißen (Kreis Meißen)
- Pirna (Kreis Pirna)
- Riesa (Kreis Riesa)
- Sebnitz (Kreis Sebnitz; Sitz: Neustadt in Sachsen)
- Zittau (Kreis Zittau)

Die Kreisgerichte folgten im Wesentlichen den Grenzen der DDR-Kreise. Im Stadtkreis Dresden wurden die Kreisgerichte nach den fünf Stadtbezirken eingeteilt. Der Stadtkreis Görlitz gehörte zum Kreisgericht Görlitz. Dem Bezirksgericht Dresden übergeordnet war das Oberste Gericht der DDR. Das Bezirksgericht Dresden wurde nach dem Zusammenbruch der DDR und der Wiedervereinigung zum 1. Januar 1993 aufgelöst, Nachfolger wurde das wiedergegründete Landgericht Dresden.

## Urteile
Nach dem Aufstand vom 17. Juni 1953 verurteilte das Bezirksgericht Dresden Lothar Markwirth zu lebenslanger Haft.